# SNoW
Pour les articles homonymes, voir Snow.
SNoW (aussi connue sous le nom de Yukie) est une chanteuse japonaise, née le 11 juin 1985, au Japon. Elle est connue pour ses ballades pop & rock.

## Discographie

### Singles
1. Yes - 25 novembre, 2004
2. Hanabi Made Ato Sukoshi (花火まであとすこし?) - 6 juin, 2005
3. Sakasama no Chō (逆さまの蝶?) - 25 janvier, 2006
  - le générique de début pour l'anime Jigoku Shōjo, ainsi que pour le film Humoresque: Sakasama no Chō
4. on&on - 5 juillet, 2006
5. NightmaRe - 6 décembre, 2006
  - le générique de début pour Jigoku Shōjo Futakomori

### Albums
1. Hatsuyuki (初雪?) - 24 janvier, 2007